# Iker Romero
Iker Romero, španski rokometaš, * 15. junij 1980, Vitoria.
Leta 2010 je na evropskem rokometnem prvenstvu s špansko reprezentanco osvojil 6. mesto.
23.4.2014 je uradno zaključil svojo kariero.